# Joachim Christian Becker

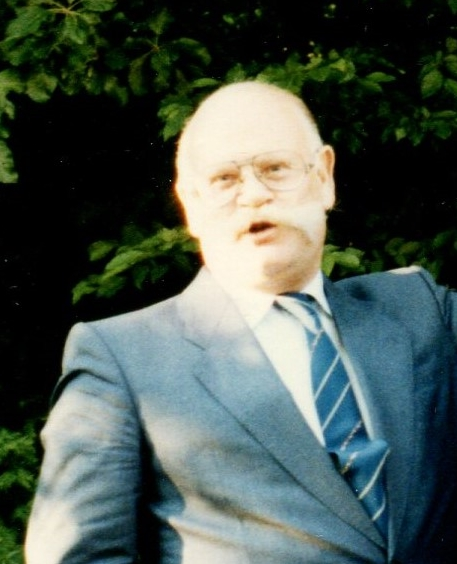
Joachim Christian Becker

Joachim Christian „Jo“ Becker (* 2. Dezember 1937 in Stettin; † 26. November 1996 in Hamburg) war ein deutscher Politiker (CDU), unter anderem als Bürgerschaftsabgeordneter in Hamburg.

## Leben und Politik
Joachim Becker war Diplom-Volkswirt und wurde 1968 mit seiner Dissertation an der Hamburger Universität promoviert. Er arbeitete als selbständiger Unternehmer und Wirtschaftsberater.
1966/67 und von 1974 bis 1978 gehörte Becker der Bezirksversammlung Wandsbek an. Von 1974 bis zu seinem Tode war er Mitglied der Hamburgischen Bürgerschaft und saß für seine Fraktion im Eingabenausschuss, Bauausschuss, Ausschuss für Hafen, Wirtschaft und Landwirtschaft und im Verkehrsausschuss. 1990 forderte er gemeinsam mit Fraktionschef Rolf Kruse den Bau eines äußeren Schnellbahnrings von Blankenese über Langenhorn, Poppenbüttel und Rahlstedt nach Billwerder-Moorfleet. Damit könnten einerseits die Innenstadt, andererseits aber auch die äußeren Stadtteile vom Autoverkehr entlastet werden und wichtige Querverbindungen geschaffen werden.

## Schriften
- Hypothesen zur Konvergenz der Wirtschaftsordnungen in Ost und West. Unter bes. Berücks. v. Tinbergen, Surányi-Unger, Boettcher, Aron, Hensel u. Thalheim. Zugleich Dissertation an der Universität Hamburg am 11. März 1968, Hamburg 1968.